# Java API for Integrated Networks
Pour les articles homonymes, voir Jain.
JAIN pour Java API for Integrated Networks, est une initiative au sein de la Java Community Process, dont l'objectif est le développement d'interfaces de programmation permettant la création de services de téléphonie (voix et données).
Son objectif est de permettre l'abstraction des réseaux sous jacents, qu'il s'agisse de réseaux sans fils, d'Internet, du réseau téléphonique commuté public, ou d'ATM (Asynchronous Transfer Mode).